# Sonetele lui Shakespeare
Sonetele lui Shakespeare sunt o colecție de 154 de sonete, care discută teme precum trecerea timpului, iubirea, frumusețea și mortalitatea. Colecția a fost publicată pentru prima dată în 1609 în format "quarto".

## Personaje
Analizate separat, personajele din sonetele lui Shakespeare sunt trei, numite "Tânăr chipeș" (Fair Youth), "Poetul rival" (Rival Poet) și "Femeia brunetă" (Dark Lady).

## Teme
Stilul sonetelor a fost interpretat de mulți ca o pastișă sau o parodie a modelului sonetelor lui Petrarca. Se ilustrează,în orice caz, o reconceptualizare a petrarchismului:
- viziunea asupra omului (surprins în jocul pasiunii);
- relația cu societatea și condiția geniului;
- natura, iubirea și arta - căile universale de salvare de atacul răului și al timpului.

Shakespeare exprimă ideea unei iubiri pure si statornice (sonetul 116); ceea ce nu exclude însă luciditatea, realismul, refuzul artificiilor convenționale de stil și al iluzionării voluntare (sonetul 130).

## Structură
Volumul conține 154 de sonete, dintre care 138 și 144 fuseseră tipărite anterior. Aproape toate sunt alcătuite din trei strofe a câte patru versuri și un cuplet în metru iambic, cu rimă de tip abab cdcd efef gg. Adesea, în aceste cazuri, începutul celei de-a treia strofe marchează o schimbare de ton, când poetul exprimă o revelație.
Excepție fac sonetele 99, 126 și 145. Sonetul 99 are 15 versuri, 126 este alcătuit din șase cuplete, versurile sonetului 145 au măsura de 4 silabe.
Colecția este închisă cu "Jeluirea îndrăgostitei", o poezie narativă cu strofe de 47 de versuri și rimă recurentă de tip ababbcc, introdusă inițial de Geoffrey Chaucer.

## Expresivitate
Primele 17 numite tradițional "sonetele procreației", sunt adresate primului personaj, Tânărul Chipeș, sfătuindu-l să se căsătorească pentru a transmite copiilor săi frumusețea sa. Other sonnets express the speaker's love for a young man; brood upon loneliness, death, and the transience of life; seem to criticise the young man for preferring a rival poet; express ambiguous feelings for the speaker's mistress; and pun on the poet's name. The final two sonnets are allegorical treatments of Greek epigrams referring to the "little love-god" Cupid.
scrise în perioada 1598 - 1601 de William Shakespeare.
Complexul de idei și de sentimente care le-a dat naștere corespunde unui moment dramatic din existența poetului. Sonetele închid o pasiune de trei ani, înfățișându-ne dramatic (expoziție, complicații, peripeții, deznodământ) un mic roman de dragoste, cu trei personaje: poetul, iubita infidelă și prietenul lui, care îl înșală, luându-i iubita. Materia sonetelor este dată de momente disparate: un tablou intim, o călătorie, un bal, lamentații, reproșuri, regrete, exclamații de orgoliu sau momente de seninătate.

## Vezi și
- Sonetul 73